# Josh Boone
Oscar Joshua „Josh” Boone (ur. 21 listopada 1984 w Mount Airy) – amerykański koszykarz, występujący na pozycjach silnego skrzydłowego lub środkowego.
9 sierpnia 2020 dołączył do Al-Riffa, występującego w lidze Bahrajnu.

## Osiągnięcia
Stan na 12 maja 2021, na podstawie, o ile nie zaznaczono inaczej.

### NCAA
- Mistrz:
  - NCAA (2004)
  - sezonu regularnego konferencji Big East (2005, 2006)
- Uczestnik rozgrywek:
  - Elite 8 turnieju NCAA (2004, 2006)
  - II rundy turnieju NCAA (2004–2006)
- Obrońca roku Big East (2005)[5]
- Zaliczony do:
  - I składu debiutantów Big East (2004)
  - II składu Big East (2005)
  - składu honorable mention Big East (2006)
- Lider Big East w liczbie (90) i średniej (2,9) bloków (2005)

### Drużynowe
- Mistrz:
  - Australii (2018)
  - ligi Azji Wschodniej i Południowo-Wschodniej ABL – ASEAN Basketball League (2017)
  - Bahrajnu (2015)
- Zdobywca pucharu Bahrajnu (2015)

### Indywidualne
- Zaliczony do I składu NBL (2018)
- Lider w zbiórkach ligi:
  - sezonu regularnego VTB (2016)
  - ligi australijskiej NBL (2017, 2018)